# Atemptat a l'Església de Saint-Étienne-du-Rouvray de 2016
El 26 de juliol de 2016, a Normandia, nord de França, dos terroristes islamistes del Daeix van matar un sacerdot de 85 anys, Jacques Hamel (nascut 1930 a Darnétal) de l'església de Saint-Étienne-du-Rouvray, durant la missa. Dues monges i dos ajudants va ser agafats com a ostatges. Els atacants van ser morts a trets per la policia de Rouen de la brigada especial (BRI) quan van sortir de l'església.
El President francès François Hollande es va desplaçar al lloc dels fets, al·legant que els atacants van actuar en suport de la banda terrorista ISIL The Telegraph va escriure que els atacants van cridar «Daesh»abans de degollar el sacerdot. L'Estat islàmic va dir que l'atac a l'església a Normandia va ser dut a terme per dos «soldats»del grup. Una altra persona ha estat detinguda després dels atacs. L'incident va ser investigat pel jutges antiterrorisme.

## Esdeveniments
La policia va ser alertada per una monja, que hi era present quan va començar l'atac, i va reeixir escapar.
La monja va dir als mitjans de comunicació que els atacants van parlar en àrab i tot brandant un ganivet, van fer agenollar el sacerdot. Quan el sacerdot va ser atacat ella va córrer cap a l'exterior sense que els atacants ho notessin, i va avisar la policia. La policia va confirmar que el sacerdot havia sigut degollat. Un segon ostatge que fou ferit, romania en estat crític.
Segons el canal de notícies francès BFM TV un dels atacants, que vivia a Saint-Étienne-du-Rouvray, va tractar de viatjar a Síria, però havia sigut rebutjat per les autoritats a la frontera turca i, com a resultat, va passar uns mesos a una presó francesa de la qual fou alliberat el març de 2016. Després del seu alliberament, li va ser col·locat un grilló electrònic, amb obligació de viure a casa del seu pare, prop de l'església, i només podia sortir de casa entre les 08:30 i les 00:30.
Els atacants van planificar el seu pla amb la missatgeria Telegram.